# Semiothisa puerata
Semiothisa puerata är en fjärilsart som beskrevs av Grossbeck 1912. Semiothisa puerata ingår i släktet Semiothisa och familjen mätare. Inga underarter finns listade i Catalogue of Life.